# Liga da CONCACAF de 2018
A Liga da CONCACAF de 2018 (oficialmente Liga CONCACAF Scotiabank 2018 por questões de patrocínio) foi a segunda edição da competição que é disputada por equipes da América Central e do Caribe. O campeão se classificou para a Liga dos Campeões da CONCACAF de 2019.

## Qualificação
Um total de 16 equipes participam da competição:
- 13 equipes das seis associações da América Central. Normalmente, estas equipes viriam de sete associações porém as equipes da Guatemala foram excluídas desta edição do torneio.
- 3 equipes de no máximo três associações do Caribe.

## Equipes classificadas
As seguintes equipes disputaram a competição.
| Associação                               | Equipe                       | Método de qualificação                                                                                         |                              |
| América Central (13 equipes)             | América Central (13 equipes) | América Central (13 equipes)                                                                                   | América Central (13 equipes) |
| ---------------------------------------- | ---------------------------- | --- | ---------------------------- |
| Costa Rica · 2 + 1 vagas[Nota Guatemala] | Pérez Zeledón                | Campeão com a pior campanha no agregado no Campeonato Costarriquenho de 2017–18 (Campeão do Apertura de 2017)  |                              |
| Costa Rica · 2 + 1 vagas[Nota Guatemala] | Herediano                    | Não-campeão com a melhor campanha no Campeonato Costarriquenho de 2017–18                                      |                              |
| Costa Rica · 2 + 1 vagas[Nota Guatemala] | Santos de Guápiles           | Não-campeão com a segunda melhor campanha no Campeonato Costarriquenho de 2017–18                              |                              |
| Panamá · 2 + 1 vagas[Nota Guatemala]     | Universitario                | Campeão com a pior campanha no agregado no Campeonato Panamenho de 2017–18 (Campeão do Apertura de 2017)       |                              |
| Panamá · 2 + 1 vagas[Nota Guatemala]     | Árabe Unido                  | Vice-campeão com a melhor campanha no Campeonato Panamenho de 2017–18 (Vice-campeão Apertura de 2017)          |                              |
| Panamá · 2 + 1 vagas[Nota Guatemala]     | Tauro                        | Vice-campeão com a pior campanha no Campeonato Panamenho de Futebol de 2017–18 (Vice-campeão Clausura de 2018) |                              |
| El Salvador · 2 vagas                    | Santa Tecla                  | Vice-campeão – Apertura de 2017 Vice-campeão – Clausura de 2018                                                |                              |
| El Salvador · 2 vagas                    | FAS                          | Semifinalista com a melhor campanha no agregado no Campeonato Salvadorenho de 2017–18                          |                              |
| Honduras · 2 vagas                       | Real España                  | Campeão com a pior campanha no agregado no Campeonato Hondurenho de 2017–18 (Campeão do Apertura de 2017)      |                              |
| Honduras · 2 vagas                       | Motagua                      | Vice-campeão – Apertura de 2017 Vice-campeão – Clausura de 2018                                                |                              |
| Nicarágua · 2 vagas                      | Walter Ferretti              | Campeão com a melhor campanha no agregado no Campeonato Nicaraguense de 2017–18 (Campeão do Apertura de 2017)  |                              |
| Nicarágua · 2 vagas                      | Diriangén                    | Campeão com a pior campanha no agregado no Campeonato Nicaraguense de 2017–18 (Campeão do Clausura de 2018)    |                              |
| Belize · 1 vaga                          | Belmopan Bandits             | Campeão com a melhor campanha no agregado no Campeonato Belizenho de 2017–18 (Campeão do Encerramento de 2018) |                              |
| Caribe (3 equipes)                       |                              | |                              |
| Jamaica                                  | Arnett Gardens               | Vice-campeão – Copa Caribenha de Clubes da CONCACAF de 2018                                                    |                              |
| Jamaica                                  | Portmore United              | Terceiro lugar – Copa Caribenha de Clubes da CONCACAF de 2018                                                  |                              |
| Martinica                                | Club Franciscain             | Vencedor do play-off – Copa Caribenha de Clubes da CONCACAF de 2018                                            |                              |

Notas
- Nota Guatemala. ^  Em 28 de outubro de 2016 a FIFA suspendeu a Federación Nacional de Fútbol de Guatemala por interferência política pelo Governo da Guatemala. Até a suspensão ser revogada, equipes da Guatemala não são permitidas em participar de torneios internacionais.[1] A CONCACAF definiu uma data limite até o dia 31 de março de 2018 para que a suspensão fosse revogada para que as equipes da Guatemala pudessem participar da competição,[2] o que não ocorreu. Em 18 de maio de 2018 todas as equipes da Guatemala foram excluídas da competição após a FIFA não revogar a suspensão.

## Sorteio
O sorteio do torneio ocorreu em 23 de maio de 2018.
Seguindo o ranking de clubes da CONCACAF, a distribuição das equipes através dos potes se deu da seguinte maneira (entre parênteses a posição do clube no ranking):
| Pote   | Ranking                                      | Pontos             | Equipe             |
| Pote 1 |                                              |                    |                    |
| ------ | -------------------------------------------- | ------------------ | ------------------ |
| Pote 1 | 1                                            | 56                 | Pérez Zeledón      |
| Pote 1 | 2                                            | 46                 | Universitario      |
| Pote 1 | 3                                            | 38.5               | Santa Tecla        |
| Pote 1 | 4                                            | 36                 | Real España        |
| Pote 1 | 5                                            | 28                 | Arnett Gardens     |
| Pote 1 | 6                                            | 26                 | Walter Ferretti[A] |
| Pote 1 | 7                                            | 22                 | Portmore United    |
| Pote 1 | 8                                            | 14                 | Belmopan Bandits   |
| Pote 2 |                                              |                    |                    |
| 9      | 11                                           | Árabe Unido        |                    |
| 10     | 9.5                                          | Diriangén[A]       |                    |
| 11     | 8.5                                          | FAS                |                    |
| 12     | 2                                            | Motagua            |                    |
| 13     | 2                                            | Herediano          |                    |
| 14     | 2                                            | Club Franciscain   |                    |
| 15     | Equipe colocada automaticamente no Pote 2[B] | Santos de Guápiles |                    |
| 16     | Equipe colocada automaticamente no Pote 2[B] | Tauro              |                    |

Notas
- A. ^  Identidade da equipe não era conhecida no momento do sorteio.
- B. ^  Equipes que entraram no lugar das equipes excluídas da Guatemala foram colocadas automaticamente no Pote 2.

## Formato
Nas oitavas de final, quartas de final e semifinal se o placar agregado no final da partida de volta estiver empatado, a regra do gol fora de casa será aplicada. E se mesmo assim o empate ainda persistir a disputa por pênaltis será usada para determinar o vencedor.
Na final a regra do gol fora de casa não será aplicada, e uma prorrogação será jogada se o placar agregado estiver empatado ao final da partida de volta. E se mesmo assim o empate ainda persistir a disputa por pênaltis será usada para determinar o vencedor.

## Calendário
O calendário para a competição é o seguinte:
|                  | Partidas de ida           | Partidas de volta |
| ---------------- | ------------------------- | ----------------- |
| Oitavas de final | 31 de julho – 2 de agosto | 7–9 de agosto     |
| Quartas de final | 21–23 de agosto           | 28–30 de agosto   |
| Semifinais       | 18–20 de setembro         | 25–27 de setembro |
| Finais           | 25 de outubro             | 1 de novembro     |

## Chaveamento
|  | Oitavas de final      | Oitavas de final | Oitavas de final | Oitavas de final |   |           | Quartas de final | Quartas de final | Quartas de final | Quartas de final |  |           | Semifinal | Semifinal | Semifinal | Semifinal |           |   | Final | Final | Final | Final |
|  |                       |                  |                  |                  |   |           |                  |                  |                  |                  |  |           |           |           |           |           |           |   |       |       |       |       |
|  | Herediano (gf)        | 1                | 1                | 2                |   |           |                  |                  |                  |                  |  |           |           |           |           |           |           |   |       |       |       |       |
|  | Santa Tecla           | 0                | 2                | 2                |   |           |                  |                  |                  |                  |  |           |           |           |           |           |           |   |       |       |       |       |
|  | Santa Tecla           | 0                | 2                | 2                |   | Herediano | 3                | 2                | 5                |                  |  |           |           |           |           |           |           |   |       |       |       |       |
|  |                       |                  |                  |                  |   | Herediano | 3                | 2                | 5                |                  |  |           |           |           |           |           |           |   |       |       |       |       |
|  |                       | Universitario    | 0                | 1                | 1 |           |                  |                  |                  |                  |  |           |           |           |           |           |           |   |       |       |       |       |
|  | Diriangén             | Universitario    | 0                | 1                | 1 | 0         | 1                | 1                |                  |                  |  |           |           |           |           |           |           |   |       |       |       |       |
|  | Diriangén             |                  |                  |                  |   | 0         | 1                | 1                |                  |                  |  |           |           |           |           |           |           |   |       |       |       |       |
|  | Universitario         | 4                | 3                | 7                |   |           |                  |                  |                  |                  |  |           |           |           |           |           |           |   |       |       |       |       |
|  | Universitario         | 4                | 3                | 7                |   |           |                  |                  |                  |                  |  | Herediano | 2         | 0         | 2         |           |           |   |       |       |       |       |
|  |                       |                  |                  |                  |   |           |                  |                  |                  |                  |  | Herediano | 2         | 0         | 2         |           |           |   |       |       |       |       |
|  |                       | Árabe Unido      | 0                | 1                | 1 |           |                  |                  |                  |                  |  |           |           |           |           |           |           |   |       |       |       |       |
|  | FAS                   | Árabe Unido      | 0                | 1                | 1 | 2         | 1                | 3                |                  |                  |  |           |           |           |           |           |           |   |       |       |       |       |
|  | FAS                   |                  |                  |                  |   | 2         | 1                | 3                |                  |                  |  |           |           |           |           |           |           |   |       |       |       |       |
|  | Pérez Zeledón         | 1                | 1                | 2                |   |           |                  |                  |                  |                  |  |           |           |           |           |           |           |   |       |       |       |       |
|  | Pérez Zeledón         | 1                | 1                | 2                |   | FAS       | 0                | 1                | 1                |                  |  |           |           |           |           |           |           |   |       |       |       |       |
|  |                       |                  |                  |                  |   | FAS       | 0                | 1                | 1                |                  |  |           |           |           |           |           |           |   |       |       |       |       |
|  |                       | Árabe Unido      | 1                | 3                | 4 |           |                  |                  |                  |                  |  |           |           |           |           |           |           |   |       |       |       |       |
|  | Árabe Unido           | Árabe Unido      | 1                | 3                | 4 | 3         | 1                | 4                |                  |                  |  |           |           |           |           |           |           |   |       |       |       |       |
|  | Árabe Unido           |                  |                  |                  |   | 3         | 1                | 4                |                  |                  |  |           |           |           |           |           |           |   |       |       |       |       |
|  | Arnett Gardens        | 0                | 2                | 2                |   |           |                  |                  |                  |                  |  |           |           |           |           |           |           |   |       |       |       |       |
|  | Arnett Gardens        | 0                | 2                | 2                |   |           |                  |                  |                  |                  |  |           |           |           |           |           | Herediano | 2 | 1     | 3     |       |       |
|  |                       |                  |                  |                  |   |           |                  |                  |                  |                  |  |           |           |           |           |           |           | 2 | 1     | 3     |       |       |
|  |                       | Motagua          | 0                | 2                | 2 |           |                  |                  |                  |                  |  |           |           |           |           |           |           |   |       |       |       |       |
|  | Tauro                 | Motagua          | 0                | 2                | 2 | 1         | 1                | 2                |                  |                  |  |           |           |           |           |           |           |   |       |       |       |       |
|  | Tauro                 |                  |                  |                  |   | 1         | 1                | 2                |                  |                  |  |           |           |           |           |           |           |   |       |       |       |       |
|  | Real España           | 0                | 1                | 1                |   |           |                  |                  |                  |                  |  |           |           |           |           |           |           |   |       |       |       |       |
|  | Real España           | 0                | 1                | 1                |   | Tauro     | 3                | 4                | 7                |                  |  |           |           |           |           |           |           |   |       |       |       |       |
|  |                       |                  |                  |                  |   | Tauro     | 3                | 4                | 7                |                  |  |           |           |           |           |           |           |   |       |       |       |       |
|  |                       | Walter Ferretti  | 1                | 0                | 1 |           |                  |                  |                  |                  |  |           |           |           |           |           |           |   |       |       |       |       |
|  | Club Franciscain      | Walter Ferretti  | 1                | 0                | 1 | 1         | 0                | 1 (1)            |                  |                  |  |           |           |           |           |           |           |   |       |       |       |       |
|  | Club Franciscain      |                  |                  |                  |   | 1         | 0                | 1 (1)            |                  |                  |  |           |           |           |           |           |           |   |       |       |       |       |
|  | Walter Ferretti (pen) | 0                | 1                | 1 (4)            |   |           |                  |                  |                  |                  |  |           |           |           |           |           |           |   |       |       |       |       |
|  | Walter Ferretti (pen) | 0                | 1                | 1 (4)            |   |           |                  |                  |                  |                  |  | Tauro     | 2         | 0         | 2         |           |           |   |       |       |       |       |
|  |                       |                  |                  |                  |   |           |                  |                  |                  |                  |  | Tauro     | 2         | 0         | 2         |           |           |   |       |       |       |       |
|  |                       | Motagua          | 1                | 2                | 3 |           |                  |                  |                  |                  |  |           |           |           |           |           |           |   |       |       |       |       |
|  | Motagua               | Motagua          | 1                | 2                | 3 | 2         | 1                | 3                |                  |                  |  |           |           |           |           |           |           |   |       |       |       |       |
|  | Motagua               |                  |                  |                  |   | 2         | 1                | 3                |                  |                  |  |           |           |           |           |           |           |   |       |       |       |       |
|  | Belmopan Bandits      | 0                | 0                | 0                |   |           |                  |                  |                  |                  |  |           |           |           |           |           |           |   |       |       |       |       |
|  | Belmopan Bandits      | 0                | 0                | 0                |   | Motagua   | 3                | 2                | 5                |                  |  |           |           |           |           |           |           |   |       |       |       |       |
|  |                       |                  |                  |                  |   | Motagua   | 3                | 2                | 5                |                  |  |           |           |           |           |           |           |   |       |       |       |       |
|  |                       | Portmore United  | 2                | 0                | 2 |           |                  |                  |                  |                  |  |           |           |           |           |           |           |   |       |       |       |       |
|  | Santos de Guápiles    | Portmore United  | 2                | 0                | 2 | 1         | 2                | 3 (6)            |                  |                  |  |           |           |           |           |           |           |   |       |       |       |       |
|  | Santos de Guápiles    |                  |                  |                  |   | 1         | 2                | 3 (6)            |                  |                  |  |           |           |           |           |           |           |   |       |       |       |       |
|  | Portmore United (pen) | 2                | 1                | 3 (7)            |   |           |                  |                  |                  |                  |  |           |           |           |           |           |           |   |       |       |       |       |

## Oitavas de final
As partidas de ida foram disputadas nos dias 31 de julho até 2 de agosto e as partidas de volta de 7 até 9 de agosto.
| Equipe 1           | Total       | Equipe 2         | 1.º jogo | 2.º jogo |
| ------------------ | ----------- | ---------------- | -------- | -------- |
| Santos de Guápiles | 3–3 (6–7 p) | Portmore United  | 1–2      | 2–1      |
| Motagua            | 3–0         | Belmopan Bandits | 2–0      | 1–0      |
| Club Franciscain   | 1–1 (1–4 p) | Walter Ferretti  | 1–0      | 0–1      |
| Tauro              | 2–1         | Real España      | 1–0      | 1–1      |
| Árabe Unido        | 4–2         | Arnett Gardens   | 3–0      | 1–2      |
| FAS                | 3–2         | Pérez Zeledón    | 2–1      | 1–1      |
| Diriangén          | 1–7         | Universitario    | 0–4      | 1–3      |
| Herediano          | 2–2 (gf)    | Santa Tecla      | 1–0      | 1–2      |

Todas as partidas seguem o fuso horário (UTC−04:00).

### Partidas de ida
| 31 de julho | Árabe Unido                        | 3 – 0     | Arnett Gardens | Estádio Rommel Fernández, Cidade do Panamá |
| 20:00       | Hormechea 58', 81' · Murillo 90+7' | Relatório |                | Árbitro: USA Rubiel Vazquez                |

| 31 de julho | Motagua                  | 2 – 0     | Belmopan Bandits | Estádio Tiburcio Carías Andino, Tegucigalpa |
| 22:00       | López 47' · Galvaliz 78' | Relatório |                  | Árbitro: SLV Iván Cisneros                  |

| 31 de julho | FAS                         | 2 – 1     | Pérez Zeledón | Estádio Cuscatlán, San Salvador |
| 22:00       | Montaño 57' · Stradella 80' | Relatório | Cazal 2'      | Árbitro: USA Armando Villareal  |

| 1 de agosto | Club Franciscain | 1 – 0     | Walter Ferretti | Stade Pierre-Aliker, Fort-de-France |
| 20:00       | Marajo 69'       | Relatório |                 | Árbitro: GRN Reon Radix             |

| 1 de agosto | Diriangén | 0 – 4     | Universitario                                      | Estádio Eladio Rosabal Cordero, Heredia (Costa Rica)[C] |
| 20:00       |           | Relatório | Moreno 54' (pen), 79' · Villarreal 66' · Núñez 77' | Árbitro: CRC Keylor Herrera                             |

| 1 de agosto | Santos de Guápiles | 1 – 2     | Portmore United       | Estádio Nacional, San José      |
| 22:00       | Arboine 80' (pen)  | Relatório | East 14' · Foster 18' | Árbitro: SKN Trevester Richards |

| 2 de agosto | Tauro       | 1 – 0     | Real España | Estádio Agustín Sánchez, La Chorrera |
| 20:00       | Aguilar 71' | Relatório |             | Árbitro: SLV Ismael Meléndez         |

| 2 de agosto | Herediano | 1 – 0     | Santa Tecla | Estádio Eladio Rosabal Cordero, Heredia |
| 22:00       | Díaz 20'  | Relatório |             | Árbitro: CUB Yadel Martínez             |

### Partidas de volta
| 7 de agosto | Belmopan Bandits | 0 – 1     | Motagua     | Estádio Isidoro Beaton, Belmopan |
| 20:00       |                  | Relatório | Moreira 56' | Árbitro: CRC Juan Calderón Pérez |

Motagua venceu por 3–0 no placar agregado.
| 7 de agosto | Universitario                   | 3 – 1     | Diriangén | Estádio Agustín Sánchez, La Chorrera |
| 20:00       | Villarreal 5', 30' · Moreno 77' | Relatório | Ruíz 86'  | Árbitro: JAM Daneon Parchment        |

Universitario venceu por 7–1 no placar agregado.
| 7 de agosto | Pérez Zeledón | 1 – 1     | FAS               | Estádio Alejandro Morera Soto, Alajuela |
| 22:00       | López 62'     | Relatório | Soto 90+5' (g.c.) | Árbitro: PAN Oliver Vergara             |

FAS venceu por 3–2 no placar agregado.
| 8 de agosto | Walter Ferretti | 1 – 0     | Club Franciscain | Estádio Eladio Rosabal Cordero, Heredia (Costa Rica)[C] |
| 20:00       | Chávez 79'      | Relatório |                  | Árbitro: JAM Oshane Nation                              |

|                                 |       | Penalidades             |  |
| Zúñiga Aguirre Espinoza Montiel | 4 – 1 | Ephestion Jougon Etinof |  |

1–1 no placar agregado. Walter Ferretti venceu na disputa por pênaltis.
| 8 de agosto | Santa Tecla                 | 2 – 1     | Herediano | Estádio Cuscatlán, San Salvador |
| 22:00       | Torres 16' · Ricardinho 34' | Relatório | Ruiz 41'  | Árbitro: HON Héctor Martínez    |

2–2 no placar agregado. Herediano venceu pela regra do gol fora de casa.
| 9 de agosto | Portmore United | 1 – 2     | Santos de Guápiles      | Independence Park, Kingston |
| 19:30       | Foster 45'      | Relatório | Dinolis 30' · López 42' | Árbitro: MEX Fernando Gómez |

|                                                          |       | Penalidades                                                            |  |
| Foster Johnson Solomon Evans Morris East Willis Harriott | 7 – 6 | Azofeifa Arboine Rodríguez Matarrita Madrigal Solorzano Barquero Salas |  |

3–3 no placar agregado. Portmore United venceu na disputa por pênaltis.
| 9 de agosto | Real España  | 1 – 1     | Tauro   | Estádio Olímpico Metropolitano, San Pedro Sula |
| 22:00       | Oseguera 45' | Relatório | Polo 9' | Árbitro: GUA Bryan López                       |

Tauro venceu por 2–1 no placar agregado.
| 9 de agosto | Arnett Gardens       | 2 – 1     | Árabe Unido  | Independence Park, Kingston  |
| 22:00       | Morgan 5' · Neil 64' | Relatório | Heráldez 29' | Árbitro: GUY Gladwyn Johnson |

Árabe Unido venceu por 4–2 no placar agregado.

## Quartas de final
As quartas de final foram disputadas entre os dias 21 e 23 e 28 e 30 de agosto.
| Equipe 1  | Total | Equipe 2        | 1.º jogo | 2.º jogo |
| --------- | ----- | --------------- | -------- | -------- |
| Motagua   | 5–2   | Portmore United | 3–2      | 2–0      |
| Tauro     | 7–1   | Walter Ferretti | 3–1      | 4–0      |
| FAS       | 1–4   | Árabe Unido     | 0–1      | 1–3      |
| Herediano | 5–1   | Universitario   | 3–0      | 2–1      |

Todas as partidas seguem o fuso horário (UTC−04:00).

### Partidas de ida
| 21 de agosto | FAS | 0 – 1     | Árabe Unido | Estádio Cuscatlán, San Salvador |
| 22:00        |     | Relatório | Gil 88'     | Árbitro: SKN Kimbell Ward       |

| 22 de agosto | Herediano                 | 3 – 0     | Universitario | Estádio Eladio Rosabal Cordero, Heredia |
| 22:00        | Marín 20' · Ruiz 78', 85' | Relatório |               | Árbitro: MEX Erick Galindo              |

| 23 de agosto | Tauro                                       | 3 – 1     | Walter Ferretti        | Estádio Rommel Fernández, Cidade do Panamá |
| 20:00        | González 12' · Polo 43' · Aguilar 84' (pen) | Relatório | Bruno Morais 22' (pen) | Árbitro: HON Melvin Matamoros              |

| 23 de agosto | Motagua                         | 3 – 2     | Portmore United       | Estádio Tiburcio Carías Andino, Tegucigalpa |
| 22:00        | Montes 6', 90+5' · Castillo 25' | Relatório | Morris 67' · East 81' | Árbitro: PAN José Kellys                    |

### Partidas de volta
| 28 de agosto | Árabe Unido              | 3 – 1     | FAS       | Estádio Rommel Fernández, Cidade do Panamá |
| 22:00        | Pérez 51', 62' · Gil 76' | Relatório | Morán 45' | Árbitro: USA Ismail Elfath                 |

Árabe Unido venceu por 4–1 no placar agregado.
| 29 de agosto | Universitario    | 1 – 2     | Herediano             | Estádio Agustín Sánchez, La Chorrera |
| 22:00        | Brown 58' (g.c.) | Relatório | Brown 62' · Ortiz 74' | Árbitro: GUA Mario Escobar           |

Herediano venceu por 5–1 no placar agregado.
| 30 de agosto | Walter Ferretti | 0 – 4     | Tauro                                                    | Estádio Eladio Rosabal Cordero, Heredia (Costa Rica)[C] |
| 20:00        |                 | Relatório | Aguilar 9' · Anderson 33' · Small 77' · Polo 90+3' (pen) | Árbitro: CRC Henry Bejarano                             |

Tauro venceu por 7–1 no placar agregado.
| 30 de agosto | Portmore United | 0 – 2     | Motagua             | Independence Park, Kingston |
| 22:00        |                 | Relatório | Castillo 31', 90+1' | Árbitro: CAN David Gantar   |

Motagua venceu por 5–2 no placar agregado.

## Semifinais
Nas semifinais, os confrontos foram determinados da seguinte forma:
- SF1: Vencedor QF1 x Vencedor QF2
- SF2: Vencedor QF3 x Vencedor QF4

As equipes com as melhores campanhas nas fases anteriores (oitavas de final e quartas e final) jogaram a partida de volta em casa. 
As partidas de ida foram disputadas em 20 de setembro e as partidas de volta em 27 de setembro.
| Equipe 1  | Total | Equipe 2    | 1.º jogo | 2.º jogo |
| --------- | ----- | ----------- | -------- | -------- |
| Tauro     | 2–3   | Motagua     | 2–1      | 0–2      |
| Herediano | 2–1   | Árabe Unido | 2–0      | 0–1      |

Todas as partidas seguem o fuso horário (UTC−04:00).

### Partidas de ida
| 20 de setembro | Tauro                  | 2 – 1     | Motagua    | Estádio Rommel Fernández, Cidade do Panamá |
| 20:00          | Aguilar 12', 55' (pen) | Relatório | Montes 84' | Árbitro: SLV Iván Cisneros                 |

| 20 de setembro | Herediano             | 2 – 0     | Árabe Unido | Estádio Eladio Rosabal Cordero, Heredia |
| 22:00          | Ruíz 28' (pen), 90+2' | Relatório |             | Árbitro: HON Héctor Martínez            |

### Partidas de volta
| 27 de setembro | Árabe Unido  | 1 – 0     | Herediano | Estádio Rommel Fernández, Cidade do Panamá |
| 20:00          | Palacios 20' | Relatório |           | Árbitro: JAM Oshane Nation                 |

Herediano venceu por 2–1 no placar agregado.
| 27 de setembro | Motagua                       | 2 – 0     | Tauro | Estádio Tiburcio Carías Andino, Tegucigalpa |
| 22:00          | Moreira 42' (pen) · López 73' | Relatório |       | Árbitro: GUA Walter López                   |

Motagua venceu por 3–2 no placar agregado.

## Final
Na final a equipe com melhor campanha nas fases anteriores (oitavas de final, quartas de final e semifinal) jogou a partida de volta em casa.
A partida de ida foi disputada em 25 de outubro e a partida de volta em 1 de novembro.
| Equipe 1  | Total | Equipe 2 | 1.º jogo | 2.º jogo |
| --------- | ----- | -------- | -------- | -------- |
| Herediano | 3–2   | Motagua  | 2–0      | 1–2      |

Todas as partidas seguem o fuso horário (UTC−04:00).

### Partida de ida
| 25 de outubro | Herediano            | 2 – 0     | Motagua | Estádio Eladio Rosabal Cordero, Heredia |
| 22:00         | Marín 23' · Cruz 62' | Relatório |         | Árbitro: MEX Marco Ortiz                |

### Partida de volta
| 1 de novembro | Motagua             | 2 – 1     | Herediano | Estádio Tiburcio Carías Andino, Tegucigalpa |
| 22:00         | Castillo 45+1', 58' | Relatório | Marín 85' | Árbitro: GUA Mario Escobar                  |

## Premiação
| Liga da CONCACAF de 2018       |
| Costa Rica                     |
| ------------------------------ |
| Herediano Campeão (1.º título) |